# Witkowice (powiat szamotulski)
Witkowice – wieś w Polsce położona w województwie wielkopolskim, w powiecie szamotulskim, w gminie Kaźmierz. Około kilometra na zachód od miejscowości leży Jezioro Bytyńskie.
Witkowice były wzmiankowane w dokumentach w 1387 roku. Wśród właścicieli wymieniani byli Boboliccy, Jaktorowscy i Pawłowscy oraz Witkowscy, którzy wywodzą się z Witkowic. Wieś szlachecka położona była w 1580 roku w powiecie poznańskim województwa poznańskiego. Pod koniec XIX wieku Witkowice dzieliły się na wieś gospodarską oraz folwark. Wieś gospodarska obejmowała obszar 138 ha i liczyła 97 domostw i 76 mieszkańców, z których 72 deklarowało wyznanie katolickie. Folwark Witkowice był wtedy własnością Gąsiorowskiego i liczył 180 mieszkańców (10 domostw).
W latach 1975–1998 miejscowość należała administracyjnie do województwa poznańskiego. W 2011 roku Witkowice liczyły 205 mieszkańców.